# Sonja Meier
Sonja Meier (* 1964 in Dortmund) ist eine deutsche Rechtswissenschaftlerin.

## Leben
Das erste juristische Staatsexamen legte sie 1990 an der Universität Regensburg ab. Es folgte der Master of Laws an der University of London 1991. Von 1992 bis 1996 war sie Wissenschaftliche Hilfskraft bei Reinhard Zimmermann in Regensburg. 1994 legte sie das zweite juristische Staatsexamen ab, und 1997 promovierte sie in Regensburg über Irrtum und Zweckverfehlung. Die Rolle der unjust-Gründe bei rechtsgrundlosen Leistungen im englischen Recht. Meier war von 1997 bis 1998 Faculty Assistant Lecturer an der University of Cambridge und von 1998 bis 2002 Wissenschaftliche Assistentin in Regensburg. Von 2002 bis 2009 war sie Referentin am Max-Planck-Institut für ausländisches und internationales Privatrecht in Hamburg. 2009 habilitierte sie sich an der Universität Regensburg über das Thema Gesamtschulden. Entstehung und Regress in historischer und vergleichender Perspektive und erhielt die Lehrbefugnis für Bürgerliches Recht, Römisches Recht, Europäische Rechtsgeschichte und Rechtsvergleichung.
Sie war ab dem Wintersemester 2009/10 Professorin für Bürgerliches Recht und Europäische Rechtsgeschichte an der Philipps-Universität Marburg. Seit dem 1. Oktober 2012 war sie als Nachfolgerin von Günter Hager Direktorin der Abteilung I des Instituts für Ausländisches und Internationales Privatrecht der Albert-Ludwigs-Universität Freiburg. Zum Wintersemester 2022/2023 übernahm sie die Leitung des Instituts für Historische Rechtsvergleichung der Universität zu Köln.

## Auszeichnungen
- 1998: Kulturförderpreis Ostbayern der OBAG Regensburg
- 2002: Preis für gute Lehre des Bayerischen Staatsministeriums für Wissenschaft, Forschung und Kunst
- 2020: Mitglied der Academia Europaea[2]

## Schriften
- Irrtum und Zweckverfehlung: Die Rolle der Unjust-Gründe bei rechtsgrundlosen Leistungen im englischen Recht (= Studien zum ausländischen und internationalen Privatrecht. Bd. 68). Mohr Siebeck, Tübingen 1999 (Dissertation, Universität Regensburg, 1997).
- Gesamtschulden: Entstehung und Regress in historischer und vergleichender Perspektive (= Jus Privatum. Bd. 151). Mohr Siebeck, Tübingen 2010 (Habilitationsschrift, Universität Regensburg, 2009).